# Oleksandr Isakov
Oleksandr Volodymyrovych Isakov (in ucraino Олександр Володимирович Ісаков?; Ivano-Frankivs'k, 17 ottobre 1989) è un nuotatore ucraino, specializzato nello stile dorso.

## Biografia
È stato convocato ai mondiali di Melbourne 2007 in cui ottenne la squalifica nella staffetta 4x100 m stile libero, con Andrij Serdinov, Oleksandr Tsepukh e Yuriy Yegoshyn.
Ha rappresentato la Ucraina ai Giochi olimpici estivi di Pechino 2008, dove si è classificato 38º nei 100 m dorso e 39º nei 200 m dorso. Nella staffetta 4x100 m misti è stato eliminato in batteria con il 15º tempo, assieme ai connazionali Valerii Dymo, Serhij Breus e Yuriy Yegoshyn.
Agli europei di Debrecen 2012 è stato eliminato in semifinale nei 100 e 200 m dorso.
Ha fatto parte della spedizione Ucraina all'Olimpiade di Londra 2012, in cui si è classificato 35º nei 100 metri dorso e 30º nei 200 m dorso.